# Bob Carrière
 (mai 2024).
Pour les articles homonymes, voir Carrière.
Robert Carrière, dit Bob Carrière, né le 24 septembre 1931 à Chalon-sur-Saône et mort le 8 octobre 2007 à Bœurs-en-Othe, est un ingénieur en électronique et chef d'entreprise français.
Il est l'inventeur du digicode dont il a déposé le brevet en 1970.

## Biographie

### Invention du digicode
L'idée lui est venue en regardant, à la télévision, un dessin animé des aventures de Popeye : un chef de cuisine, pour mettre sa bière à l'abri, verrouillait son réfrigérateur grâce à une serrure commandée par un téléphone posé sur la porte, en composant un numéro sur cadran circulaire tel qu'il en existait dans les années 1960.
Bob Carrière a l'idée d'une application de ce système aux portes d'immeubles pour rentrer chez soi. Composer un code sur un cadran rotatif prenant du temps, Bob Carrière a l'idée des touches. À l'époque, les téléphones n'avaient pas de touches. Il prélève donc 12 touches (10 chiffres et 2 lettres) sur un clavier de machine à écrire et les installe dans un cadre en bois en ajoutant deux petites lampes : rouge et verte.
Le brevet est déposé par Bob Carrière en 1970 et les premiers digicodes sont fabriqués, au rythme de 3 à 4 par semaine, dans la cuisine d'un pavillon de banlieue. Une commande d'IBM de 150 digicodes (sous réserve de visiter le site de production…) permet de passer à une phase industrielle.

### Monde des affaires
Bob Carrière cède sa société en 1995 après avoir fabriqué 300 000 digicodes.
Bob Carrière invente non seulement le procédé, mais aussi le nom de son invention : digicode, abréviation de digitalcode dont il dépose le nom à l'INPI, ainsi que clécode, sans savoir que digicode allait passer dans le vocabulaire courant.
Ayant développé son système de commande par clavier, il est aussi à l'origine des premières touches sensitives commandant, par simple contact du doigt, les plaques de cuisson électriques de nos cuisines.
Bob Carrière, qui est l'un des initiateurs du Forum de l'électronique de Paris, était délégué général du groupement des fournisseurs de l'industrie électronique (GFIE).

### Musique
Bob Carrière, également connu comme amateur de jazz, joue jusqu'en 2007 du trombone à coulisse dans différentes formations.

## Hommages
Une rue de Bœurs-en-Othe porte son nom,.

## Sources et références
1. ↑  Relevé des fichiers de l'Insee
2. 1 2 3  (fr) [vidéo] Europe 1 (chronique de David Castello-Lopes), « D'où vient le digicode ? », sur YouTube.
3. ↑  « Insolite - Le Bourguignon Bob Carrière, inspiré par Popeye, a inventé le Digicode en 1970 à Bœurs-en-Othe », sur www.lyonne.fr, 13 avril 2019 (consulté le 10 avril 2023)
4. ↑  « Relation : Rue Bob Carrière (15702775) », sur OpenStreetMap (consulté le 10 avril 2023)

- Nécrologie dans Le Monde daté du 21 octobre 2007.
- Article sur le site d'Arte par Katja Petrovic
- « Portraits d'inventeurs: Bob Carrière et le digicode » par Fabienne Chauvière sur France Info, 22 janvier 2006
- L’Histoire du Français qui a inventé le digicode sur Vice, 15 mars 2017